# Kleidotoma atra
Kleidotoma atra is een vliesvleugelig insect uit de familie van de Figitidae. De wetenschappelijke naam van de soort is voor het eerst geldig gepubliceerd in 1926 door Dettmer.